# TPC (1998년 설립된 기업)
주식회사 TPC는 1998년에 설립된 대한민국의 정밀강관 기업으로,본사는 경상북도 경산시 진량읍 일연로 574에 위치해 있다.

## 역사
- 1998년 12월: 태창정공㈜ 성립